# Cochlorhinus atratus
Cochlorhinus atratus är en insektsart som beskrevs av Knull 1951. Cochlorhinus atratus ingår i släktet Cochlorhinus och familjen dvärgstritar. Inga underarter finns listade i Catalogue of Life.